# براون فيرغسون
براون فيرغسون (بالإنجليزية: Brown Ferguson)‏ (4 يونيو 1981 في المملكة المتحدة - ) هو مدرب كرة قدم ولاعب كرة قدم بريطاني في مركز الوسط. لعب مع نادي بارتيك ثيسل وهاميلتون أكاديميكال ونادي ستنهاوسموير ونادي ألوا أثليتيك ونادي ستيرلينغشير الشرقية.

## وصلات خارجية
- براون فيرغسون على موقع قاعدة بيانات كرة القدم.إي يو (الإنجليزية)
- براون فيرغسون على موقع Soccerbase.com (لاعب) (الإنجليزية)